# Anacoco (île)
Pour les articles homonymes, voir Anacoco.
Anacoco (Isla de Anacoco en espagnol) est une île est située à la confluence des rivières Cuyuní et Wenamu, à la frontière entre le Guyana et le Venezuela et annexée par ce dernier depuis 1966.

## Présentation

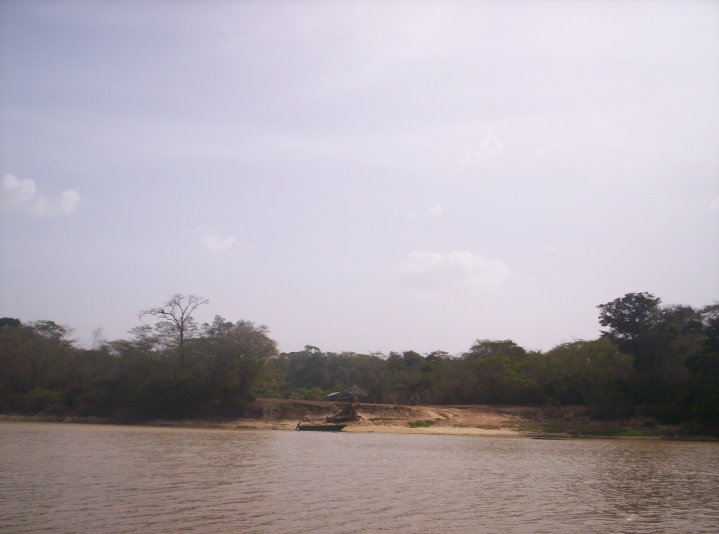
L'Île d'Anacoco à la confluence des rivières Cuyuní et Wenamu.

Le Venezuela, qui revendique une large partie de l'Ouest du Guyana, a annexé l'île en 1966 et y a établi une base militaire.